# Імобілайзер

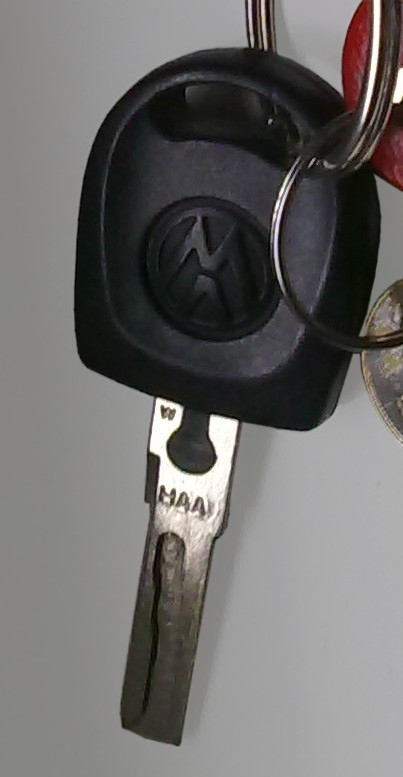
Ключ із транспондером у пластмасовій голівці

Імобілайзер (англ. immobiliser — знерухомлювач, також чипований ключ, транспондерний ключ, ключ із чипом, ключ із транспондером, ключ із імобілайзером, смарт ключ) — пристрій, без якого неможливо запустити двигун автомобіля. Досягається це різними методами, суть яких така: без будь-яких додаткових дій, натискання кнопки брелка або піднесенням ключа до зчитувача коду, двигун запустити не вдастся.
Імобілайзер використовує технологію радіочастотного розпізнавання електронного ключа (транспондера, «мітки», картки), який повинен мати водій авто.
Процес розпізнавання починається з опитування транспондера радіопередаючим пристроєм (зчитувачем), розміщеним в авто. Опитування транспондера складається з опромінення його коротким радіоімпульсом, енергія якого приймається антеною транспондера та заряджає його накопичувальний конденсатор, який далі виконує роль джерела живлення. По закінченні радіоімпульсу транспондер випромінює відповідний кодований сигнал, код якого і є ідентифікатором власника. У випадку якщо хтось намагатиметься відкрити автомобіль використовуючи інший ключ, система почне видавати відповідний звук. Деякі сучасні моделі також зберігають та передають дані про такі спроби охоронним компаніям.
Зазвичай транспондер фізично розташований у пластмасовій голівці автомобільного ключа. Такий ключ ще називають «чипований ключ», «транспондерний ключ» або «ключ із чипом», «ключ із транспондером» та «ключ із імобілайзером». Смарт ключі поступово витісняють класичні ключі з іммобілайзером, адже є більш зручними у використанні і безпечними. Сучасні автомобільні ключі є додатковим елементом безпеки і працюють разом із сигналізацією, в той час як в минулому ключ часто був єдиною можливістю захистити авто.
В деяких автомобілях відсутня механічна частина ключа, а транспондер поміщений у окремий, зазвичай пластмасовий корпус (брелок), який можна тримати, наприклад, в кишені. В такому випадку запуск двигуна автомобіля здійснюється натисканням кнопки чи перемиканням тумблера за умови, що брелок перебуває всередині автомобіля. Такий брелок ще називають «смарт ключем» (від англ. smart key — «розумний ключ»).
Існують пристрої для обходу іммобілайзера.Сучасні блютус-іммобілайзери мають авторизацію міткою, управлінням замками капота і більш широкими настройками перемикання АКПП.